# Adolph von Wrede
Adolph Gustav von Wrede (* 14. Oktober 1807 in Münster, Westfalen; † 15. März 1863 in Konstantinopel, heute: Istanbul) war ein bekannter deutscher Arabienforscher. Er war der erste Europäer, der das Innere des heute zur Republik Jemen gehörenden Hadramaut erforschte.

## Biographie
Bereits mit 16 Jahren nahm Wrede von zuhause Reißaus, da sein Vater ihn beim Militär unterbringen wollte. Nach dreijähriger christlicher Seefahrt verließ Wrede 1826 völlig mittellos das Schiff am Kai von Smyrna (heute: İzmir in der Türkei). Ein gütiger Kaufmann half ihm nach Bagdad weiter und Wrede wurde Instrukteur im osmanischen Heer und nahm am russisch-türkischen Krieg teil. Er kehrte nach Jahren nach Westfalen zurück, doch ließ ihn der Orient nicht mehr los. Nachdem es Wrede nicht gelungen war, einen deutschen Verleger für seinen Reisebericht zu finden, versuchte er ihn in Großbritannien in englischer Sprache erscheinen zu lassen. Allerdings beging der Übersetzer plötzlich Selbstmord und in seinem Nachlass konnten die Karten und sonstigen Zeichnungen Wredes nicht mehr gefunden werden, weshalb auch die englische Ausgabe nicht mehr zustande kam. Verbittert und aller Existenzmittel beraubt, wanderte Wrede aus. Zwischen 1826 und 1850 reiste er in türkischen und ägyptischen Diensten im Orient und verfasste 1843 seine Reisenotizen.

## Bedeutung
Seine Zeitgenossen hielten nicht viel von seinen Reiseschilderungen. Fernab im heißen Hadramaut sollte es siebengeschossige Wohnbauten geben? Alexander von Humboldt, der Wrede am preußischen Königshof Friedrich Wilhelms IV. eingeführt hatte, sprach von Aufschneiderei. Noch weniger glaubte man Berichten, wonach eine Messschnur im Wüstensand wie in einem Brunnen versank. Schon Heinrich von Maltzan vermutete dahinter eine Petroleumquelle. In den 1880er Jahren wurde im Jemen Erdöl gefunden, so dass die Messschnur wahrscheinlich in den Hohlraum einer Naphthaquelle glitt. Der französische Orientalist Fulgence Fresnel bezeichnete seine Reiseberichte daher als Hauptentdeckung der Geografie des 19. Jahrhunderts.
Er benannte den Dschebel (auch Djebel, arab. für ‚Berg‘) Hemeier auf der Sinai-Halbinsel nach einem Freund.

## Werke
- Reise in Hadhramaut, Hrsg.: Heinrich Freiherr von Maltzan, Braunschweig 1870 – Aktueller Nachdruck: Uwe Pfullmann (Hrsg.): Adolph von Wredes Reise in Hadramaut. Trafo Verlag, Berlin 2006.